# Järle kanal

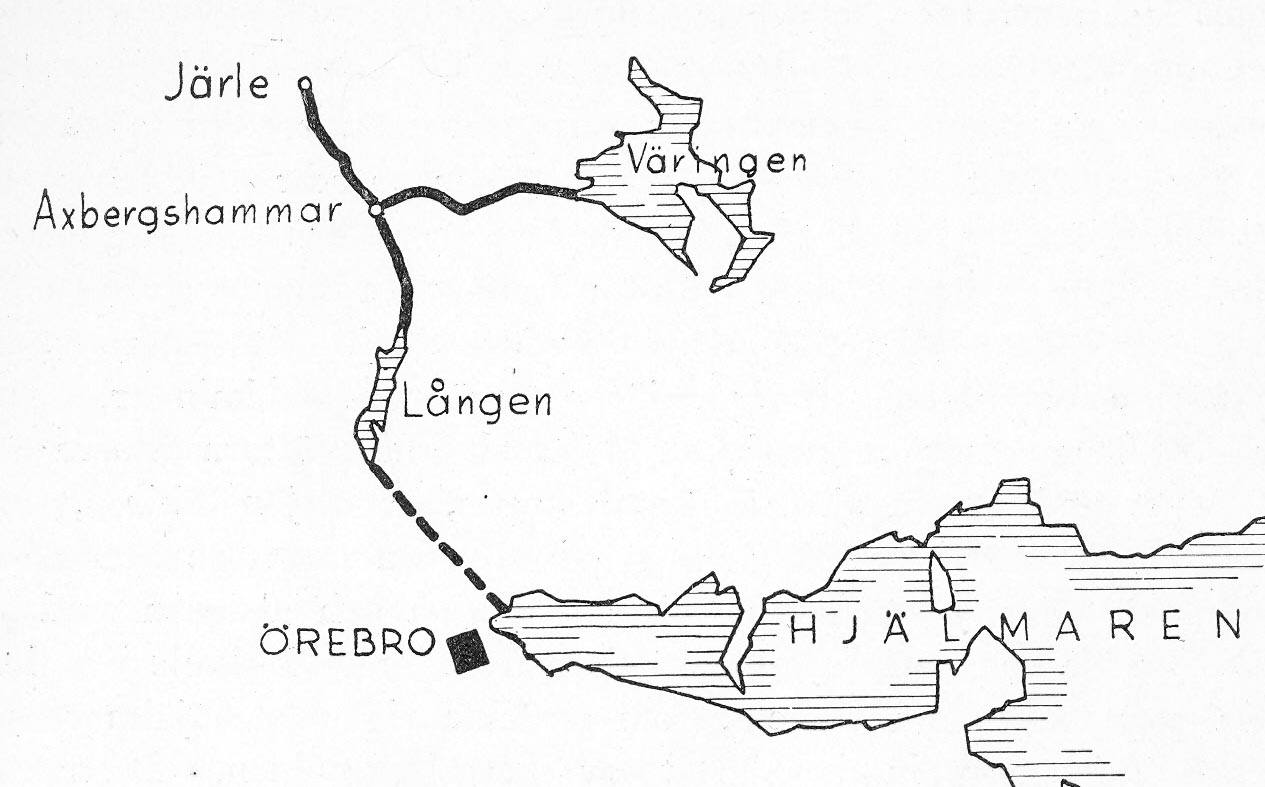
Skiss över Järle kanals planerade förlopp.

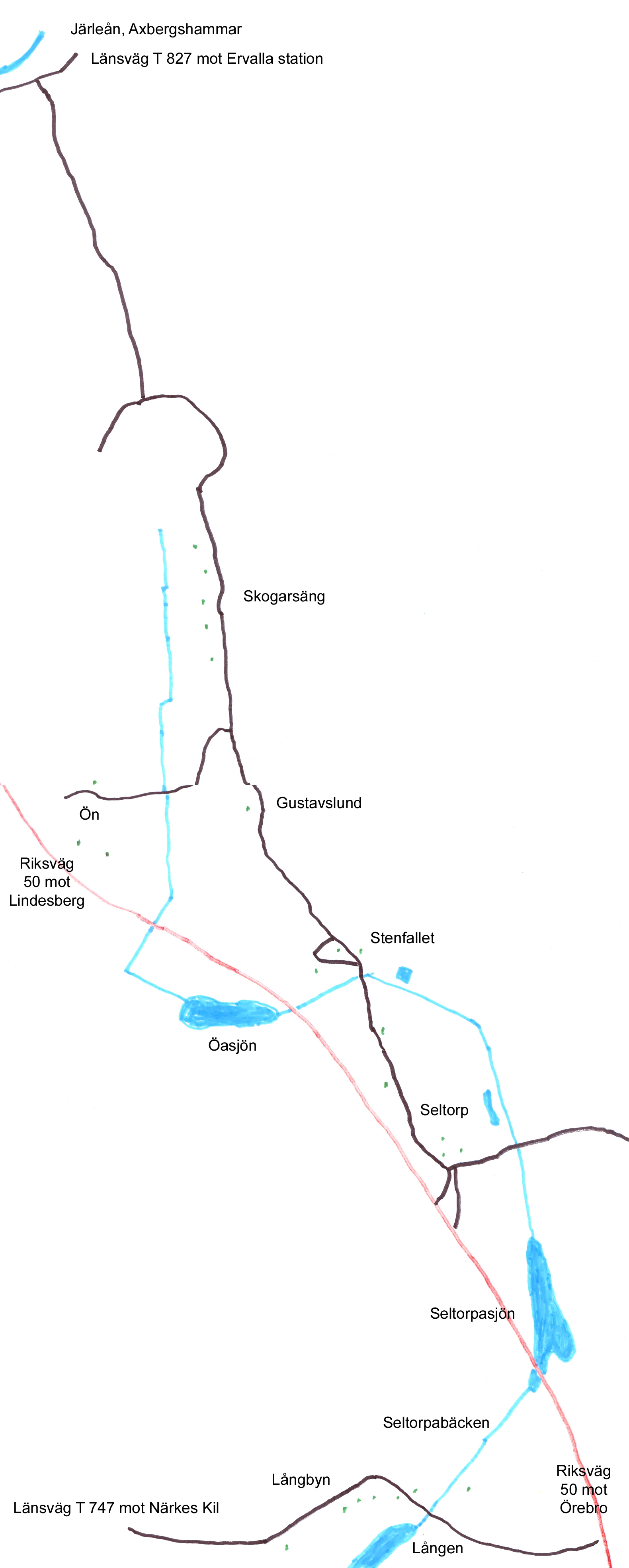
Förmodat förlopp för Axbergs grav mellan Lången och Järleån/Dyltaån. Betr. den nordligaste delen saknas tydliga spår i landskapet.

Järle kanal var ett kanalprojekt från 1640-talet som bara till en del fullbordades. Med kanalen ville man förbinda Dyltaån med Hjälmaren, för att underlätta transporter av järn och järnmalm från Bergslagen. Kanalbygget var sammankopplat med anläggandet av den nya staden Järle.

## Bakgrund
Sedan gammalt hade järntransporterna från hyttorna till närmaste hamn skett med klövjning eller släpning, vilket var tungt och tidsödande. Efter att Hjälmare kanal hade färdigställts år 1640 ville man förlänga sjölederna upp mot Bergslagen, för att på så sätt förenkla och förbilliga transporterna. Detta skulle vara möjligt, delvis genom att utnyttja befintliga vattendrag, men också genom att på vissa sträckor gräva helt ny kanal, eller "grav", med tidens språkbruk.
Det mest önskvärda hade varit att förbinda Norasjön med Hjälmaren, eftersom Nora redan var ett utbyggt samhälle, men på grund av topografin ansågs detta omöjligt.
Istället ville man anlägga en ny stad, Järle, invid Dyltaån/Järleån. Dit ansåg man däremot att det var möjligt att dra en kanal från Hjälmaren, eftersom Järle ligger 25 m lägre än Nora. Därvid skulle man utnyttja Järleån/Dyltaån på sträckan mellan Järle och Axbergshammars bruk. Från Axbergshammar skulle en kanal grävas över slätten ner till sjön Lången, och från Lången kunde man utnyttja Lillån ner till Svartåns mynning vid Hjälmaren.
Den store entusiasten för detta projekt var rikskammarrådet Karl Bonde, landshövding i Närke och Bergslagen. Han kom även att bli landshövding i det nybildade Järle län. Bonde hade även planer på att dra en kanal mellan Hjälmaren och Vättern.

## Genomförande
Kanalen skulle bestå av tre delar:
1. För den sydligaste delen, mellan Hjälmaren och sjön Lången (höjdskillnad 16 meter) skulle man utnyttja den befintliga Lillån.
2. På det mellersta avsnittet skulle en helt ny kanal, Axbergs grav, grävas mellan Lången och Dyltaån/Järleån (höjdskillnad 12 meter).
3. På det nordliga avsnittet skulle man utnyttja den befintliga Dyltaån/Järleån upp till Järle (höjdskillnad 10 meter).

Kanalbygget påbörjades, men blev aldrig fullbordat. Entusiasmen för hela kanalprojektet dog ut när Karl Bonde, på grund av sviktande hälsa, inte förmådde hålla liv i det. Av allt att döma började man att anlägga det mellersta avsnittet, Axbergs grav, och först därefter tänkte man sig sannolikt att rätta till förhållandena i Lillån och i Dyltaån/Järleån.

## Axbergs grav
I en regeringsskrivelse till landshövdingen Gustav Eriksson Leijonhufvud, Bondes efterträdare i Örebro, står skrivet att han ämnar låta sextio knektar...
| ”           | ...förfärdiga en graf utur den sjön Lången och in uthi ån Dyltaån vid Brotorp, på det att man må förnimma, hvart åt vattnet vill taga sitt lopp. | „ |
| – mars 1639 | |   |

Ett år senare berättade Bonde för Axel Oxenstierna, att det grävts ett tre alnar brett dike mellan Axbergshammar och Lången, och att man konstaterat att det där behövdes en sluss...
| ”      | ...sedan kan man komma Lången i änden så ner, att man ser staden [Örebro] öfver de långa ängarna. | „ |
| – 1640 |                                                                                                   |   |

Den övre slussen ska man ha kommit så långt med år 1642...
| ”      | ...att på botten vid pass 2 alnar högt murat är, alle portarna färdiga, och förmenar slussbyggaren nu på 6 veckor mura henne färdig. | „ |
| – 1642 | |   |

En "nedre sluss" ska även ha behövts mellan Axbergshammar och Lången, men den blev aldrig påbörjad.

### Spår av "Axbergs grav" idag
Den enda naturliga utgångspunkten för kanalen norrut från Lången är Seltorpabäcken, som utgör avflödet från Seltorpasjön. Denna bäck synes vara breddad och uträtad (se bild). Från Seltorpasjön finns ett brett och rakt vattendrag i nordlig riktning (se bild). Detta vattendrag fortsätter några hundra meter norrut. Därefter går vattendraget sedan 1930-talet på en sträcka om cirka 200 m i en kulvert på sin väg mot Öasjön. Från Öasjön går sedan ett annat vattendrag i nordlig riktning. Spåren av detta vattendrag avtar efterhand, vilket kan förklaras av att det här finns en vattendelare i landskapet. Norr om vattendelaren dräneras diken och bäckar till Dyltaån. Närmare den gamla boplatsen Brotorp (Brogetorp på 1864 års häradskarta) finns inga säkra spår av kanalen, annat än en "blindtarm" på cirka 15 m på Dyltaån, i riktning syd. Av någon sluss finns inga spår vid Brotorp, men om en sådan funnits där, kan den ha ödelagts av de invallningar som man gjort på 1900 av Dyltaåns förlopp.
Andra faktorer som påverkar kanalens utseende idag är de muddringar som gjordes av Seltorpabäcken under tidigt 1900-tal, både norr och söder om Seltorpasjön, i syfte att sänka nivåerna i Öasjön och Seltorpasjön. Bl.a. ska man då ha sprängt bort ett mindre bergshinder i bäcken strax norr om Seltorpasjön.

### Bildgalleri: Möjliga rester av "Axbergs grav" i landskapet

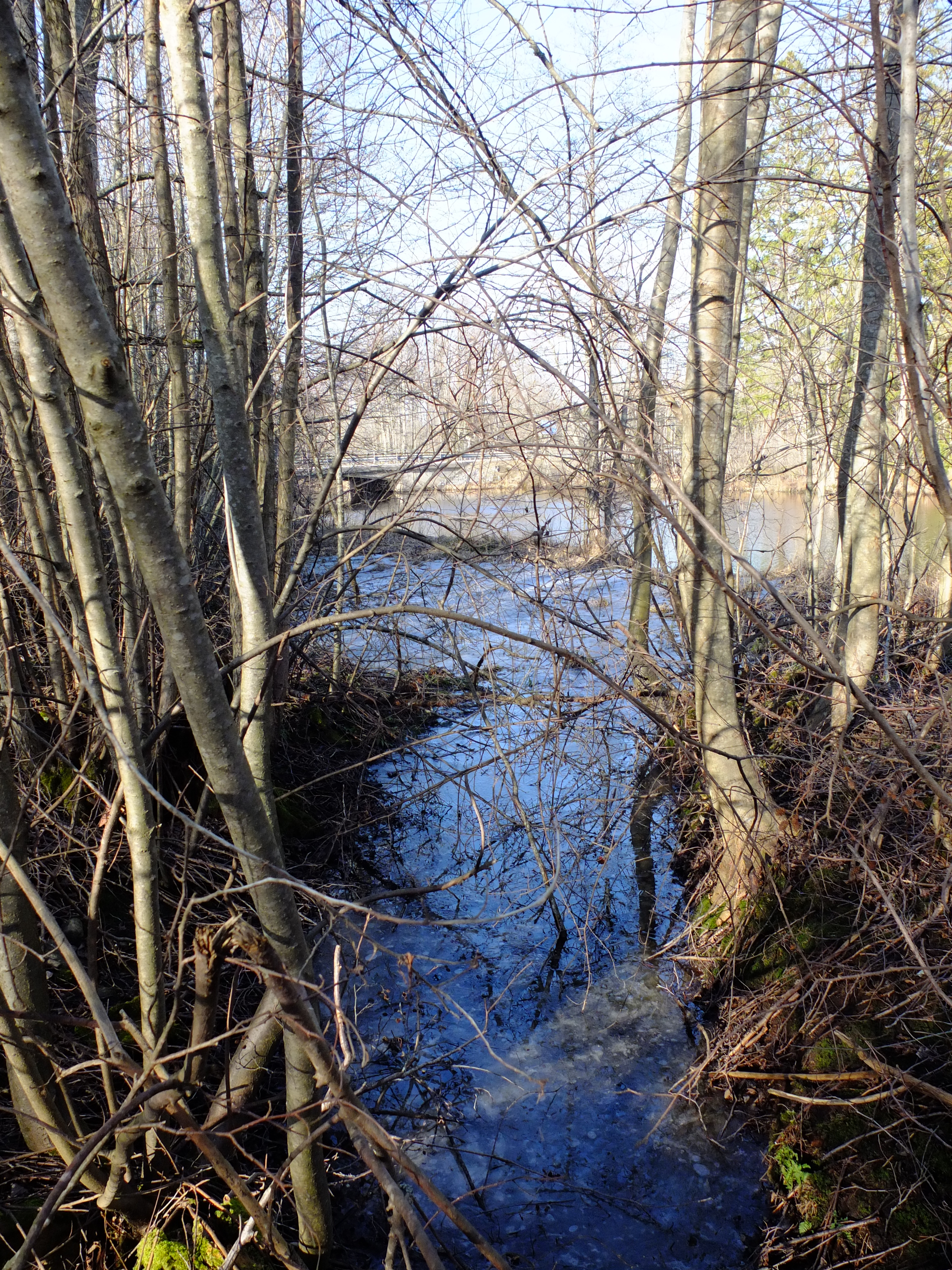
Möjlig rest av gravens början i Dyltaån, vid Brotorp, nära Axbergshammar. I bakgrunden bron över Dyltaån (länsväg T 831), nära rondell vid Riksväg 50.
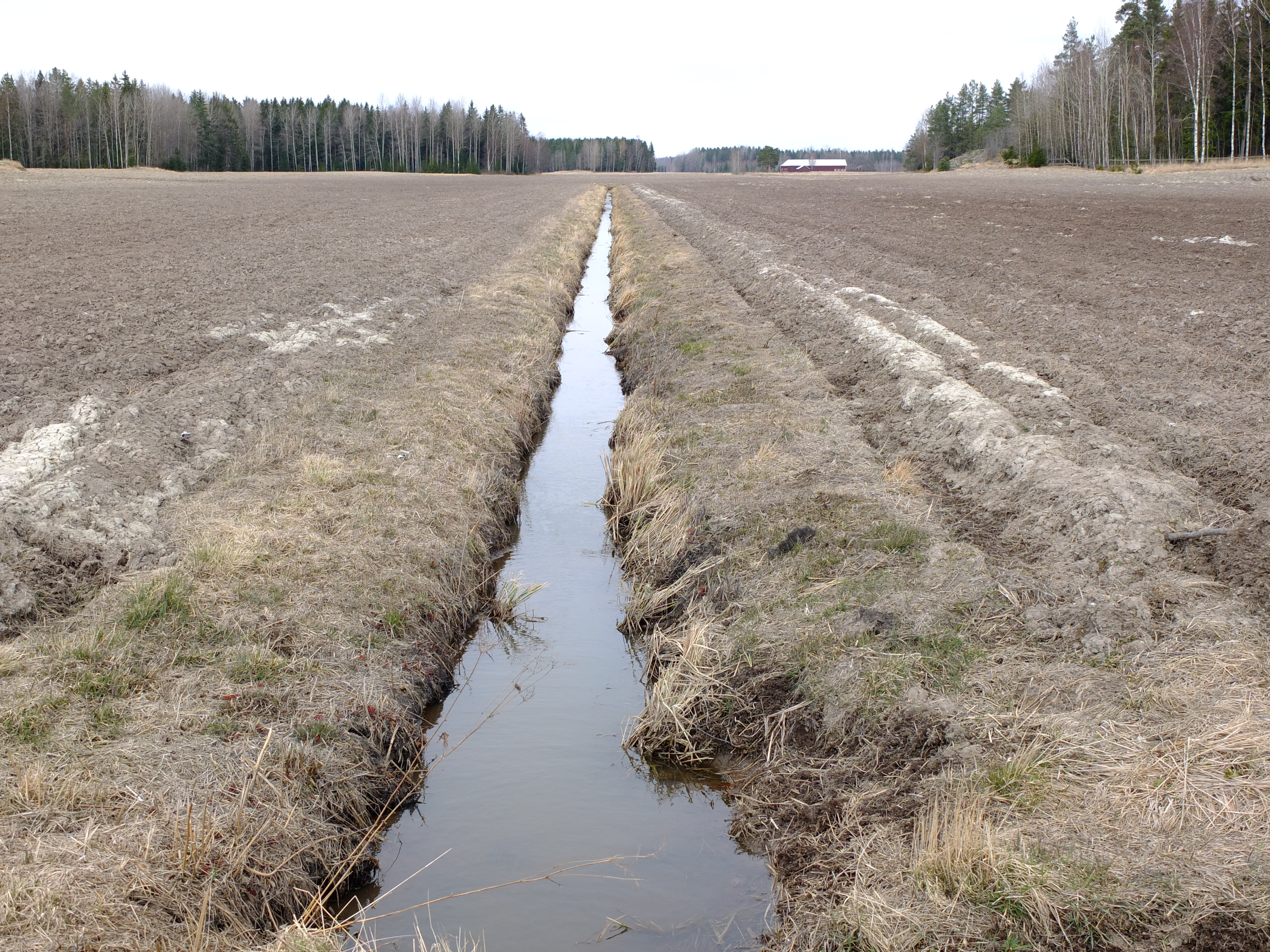
Vid gården Ön, riktning nord.
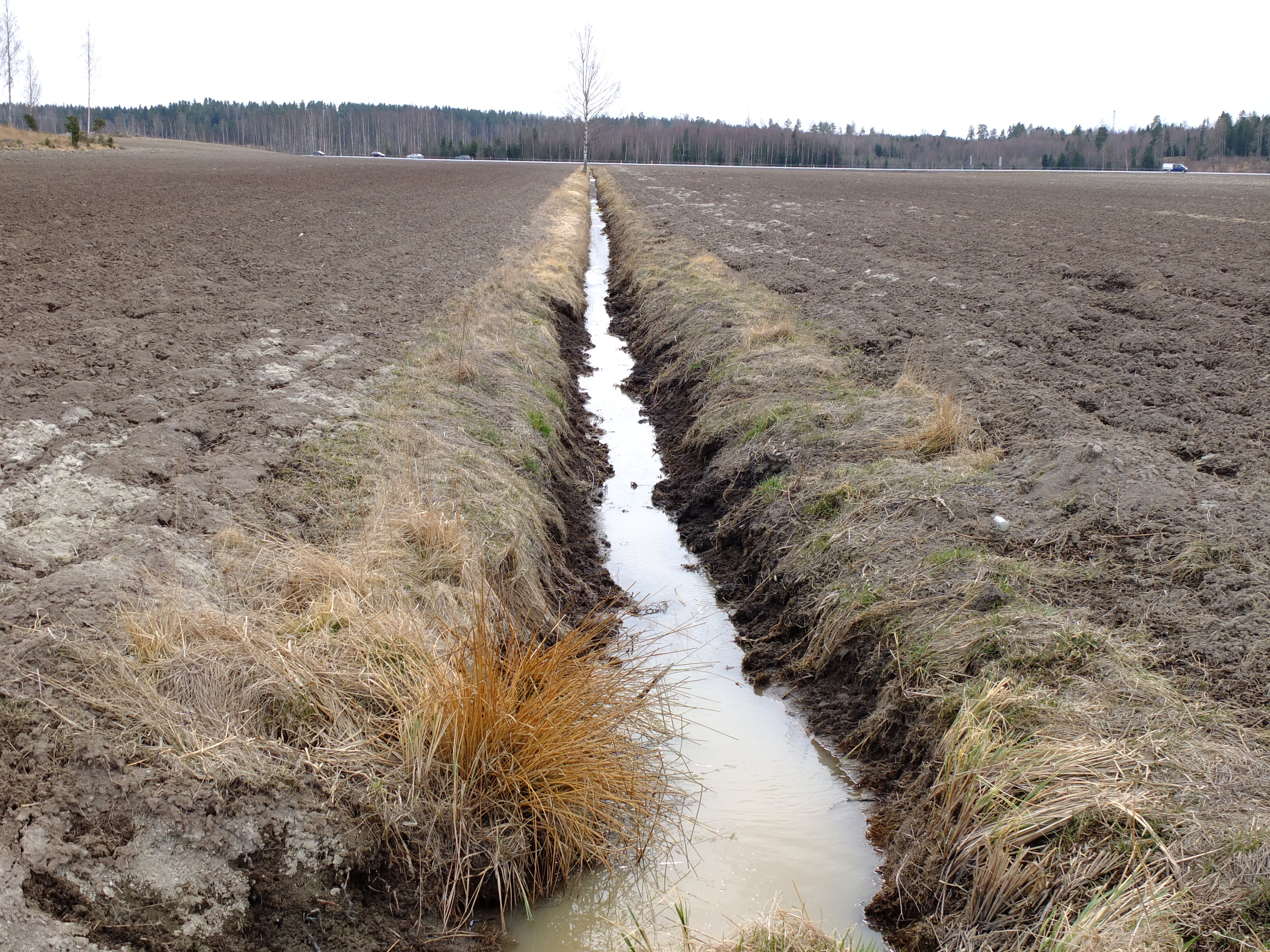
Vid gården Ön, riktning syd.
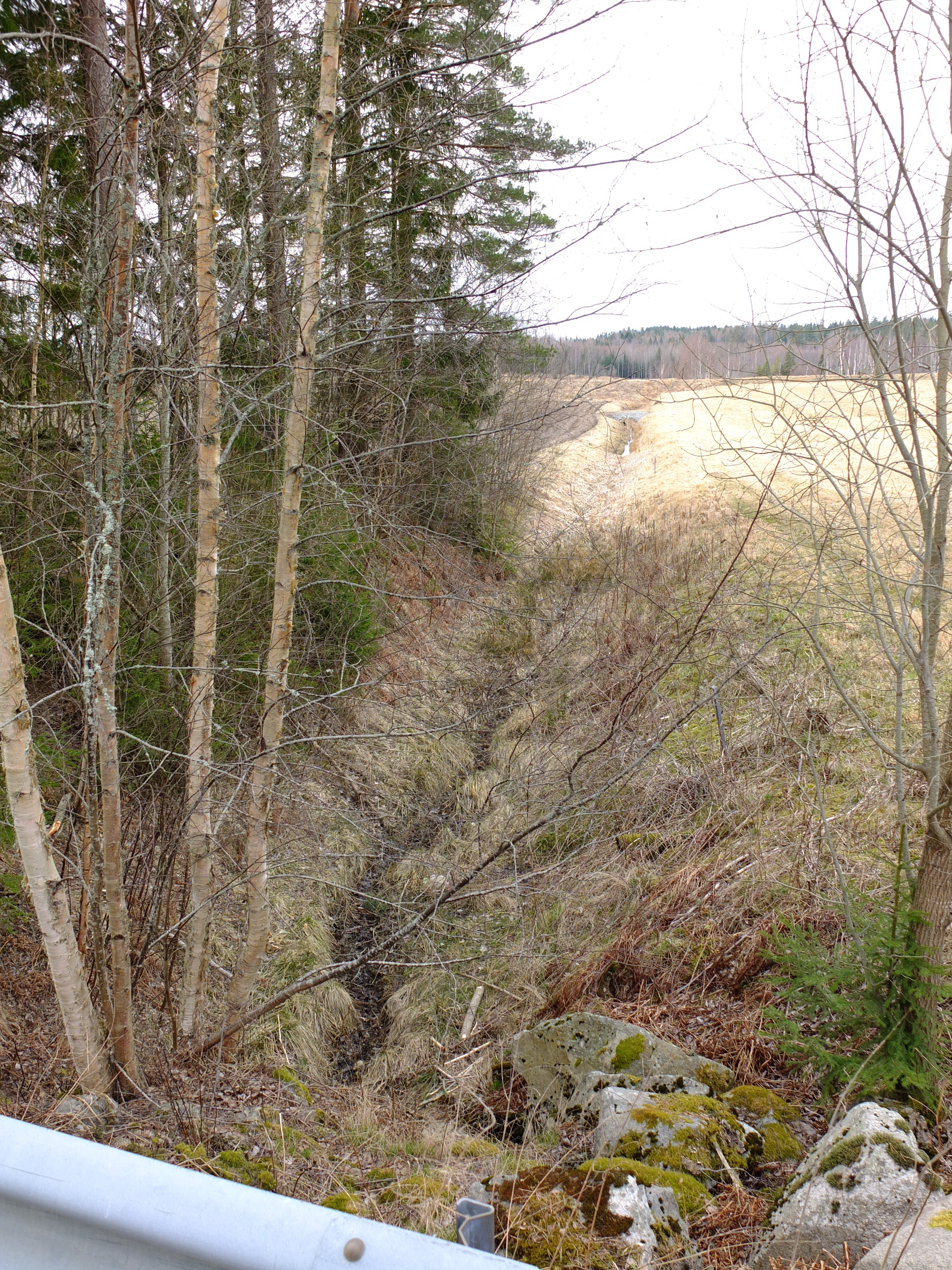
Vid gården Stenfallet, riktning väst. Vattendraget går idag i en kulvert under jord.
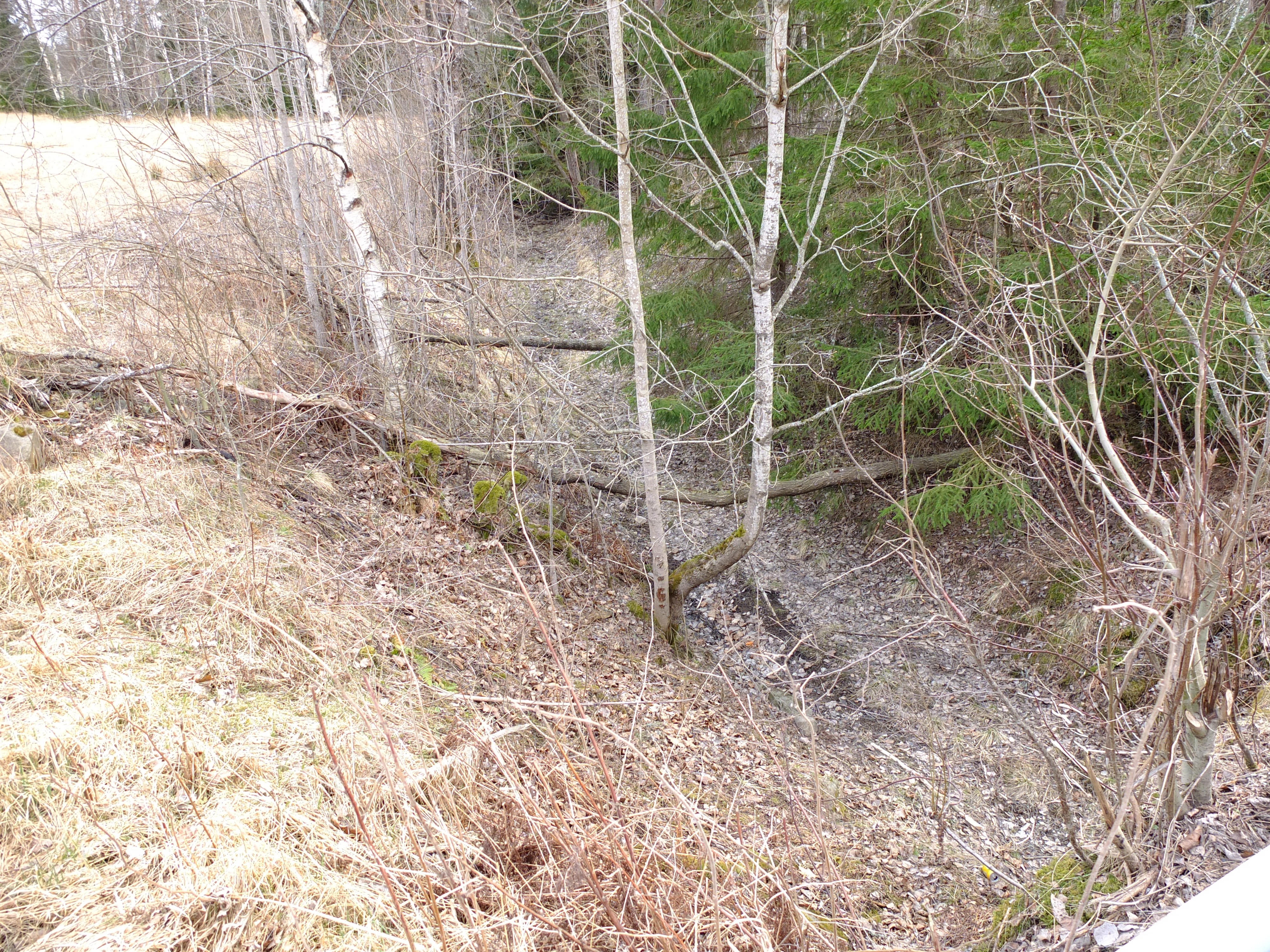
Vid gården Stenfallet, riktning ost. Vattendraget går idag i en kulvert under jord.
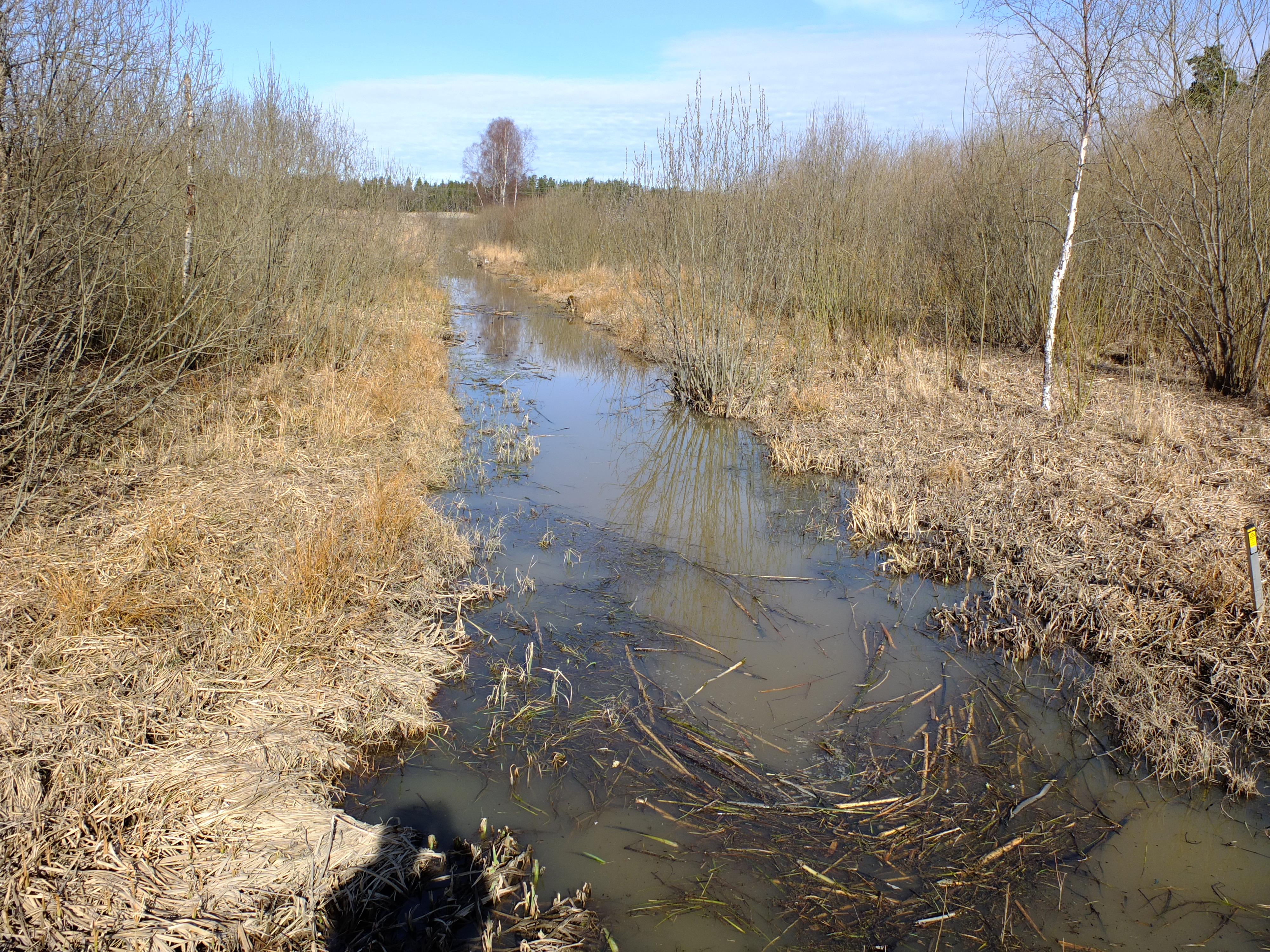
Öster om Seltorp, riktning nord.
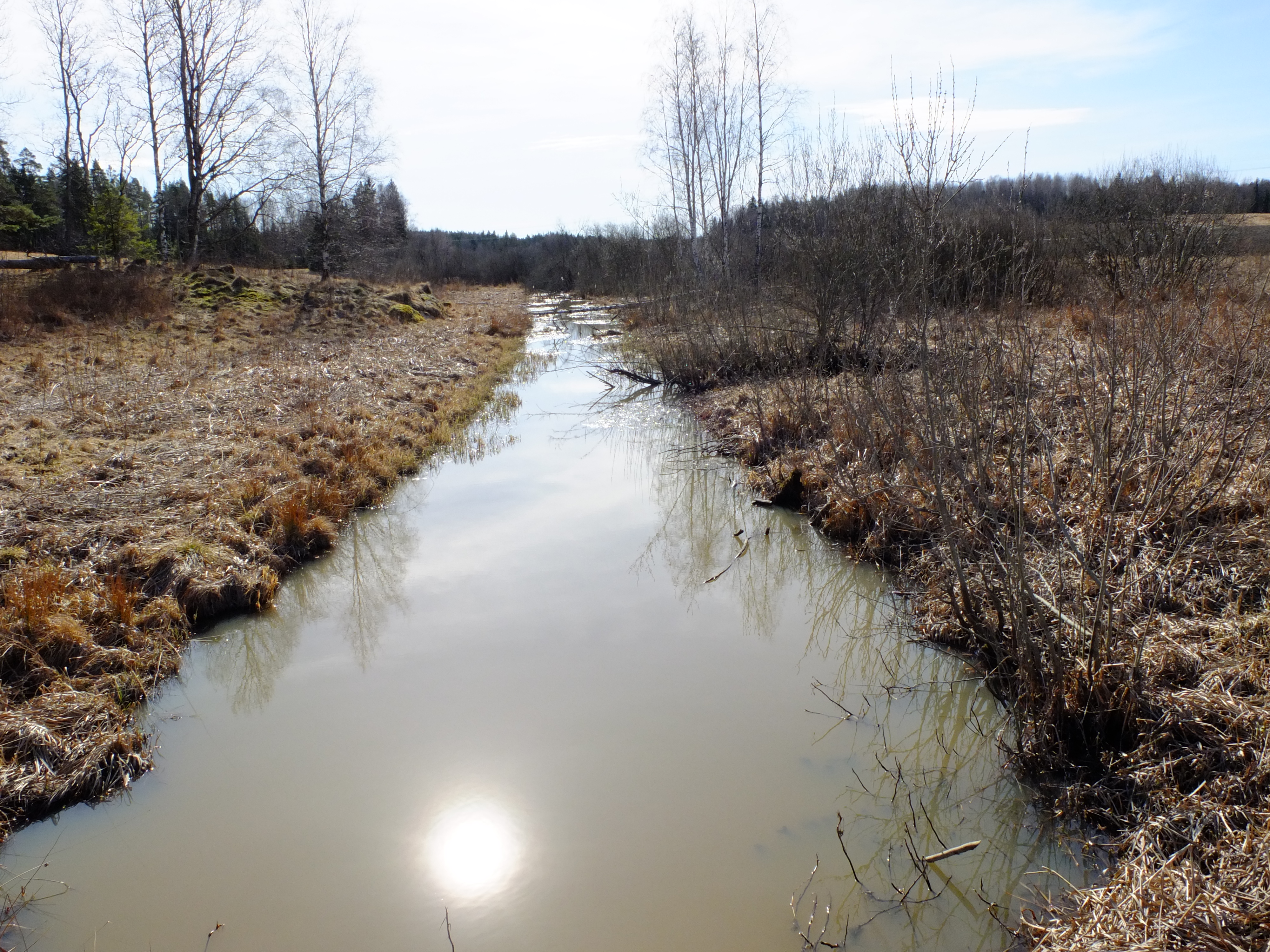
Öster om Seltorp, riktning syd, mot Seltorpasjön och Lången.
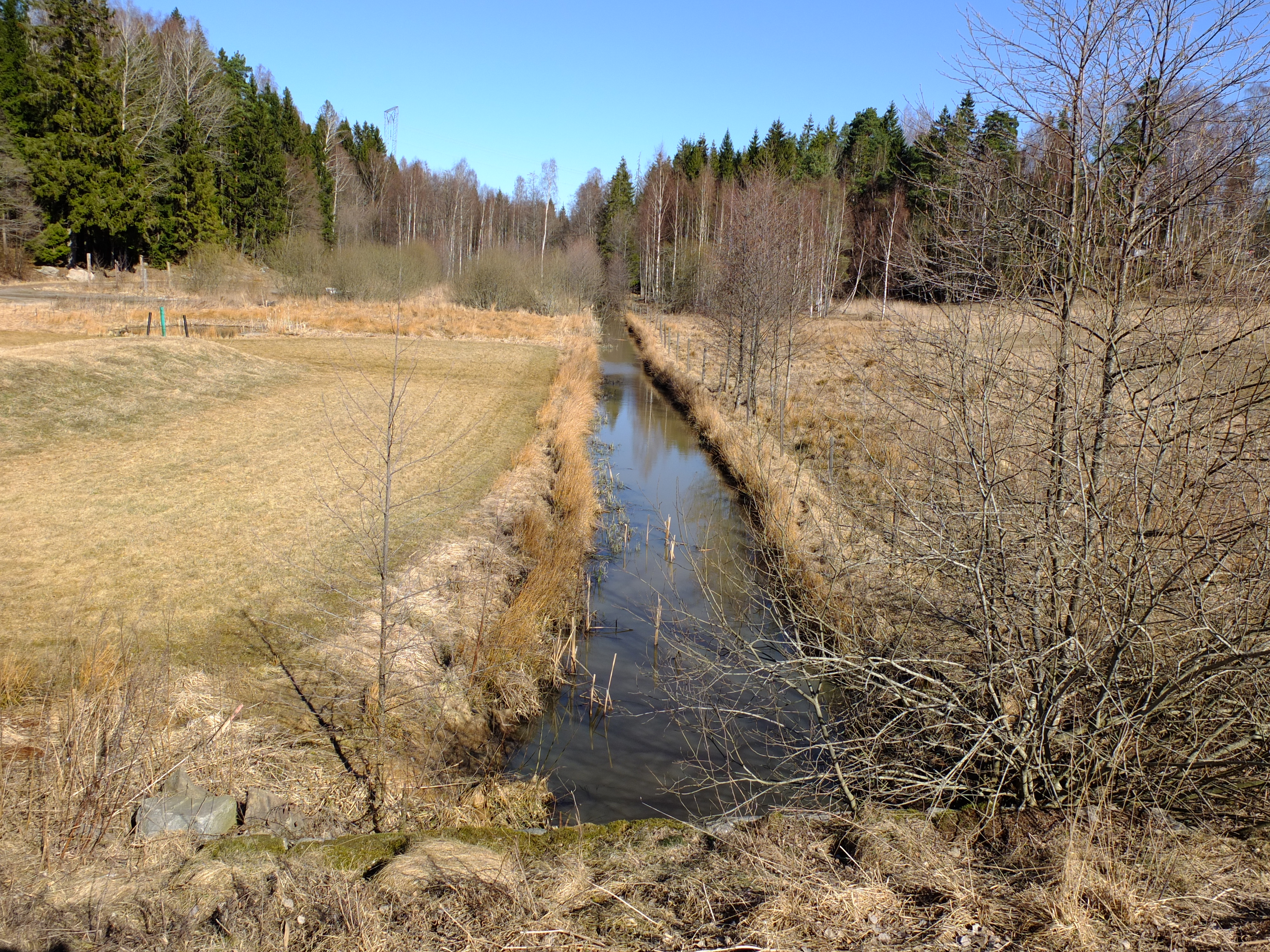
Den naturliga avslutningen på Axbergs grav utgörs av Seltorpabäcken som förbinder Seltorpasjön med sjön Lången. Bilden tagen vid länsväg T 747, Långbyn, riktning nord.
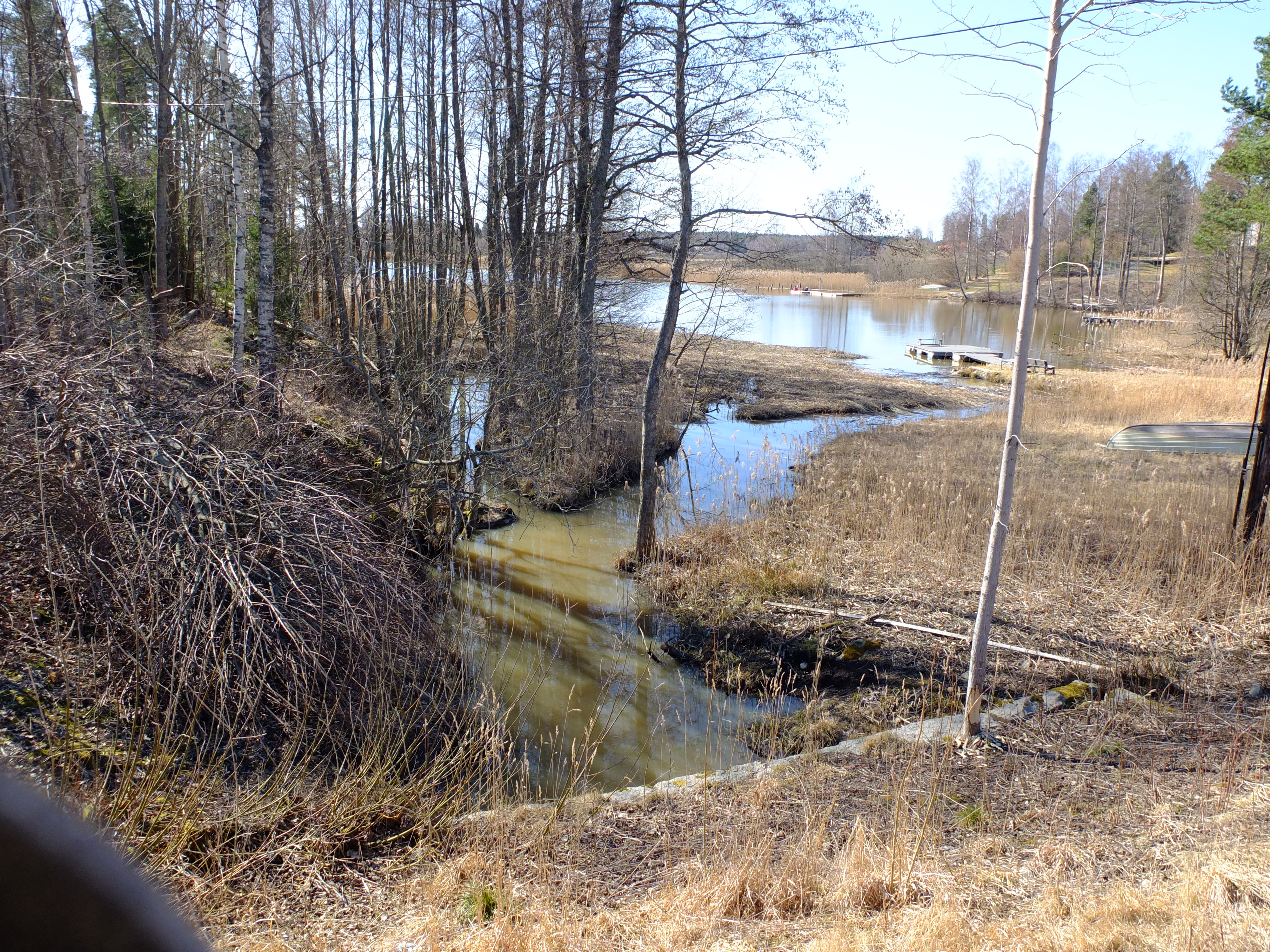
Axbergs gravs förmodade utlopp i sjön Lången. Bilden tagen vid länsväg T 747, Långbyn, riktning syd.

## Kanaliseringen av Järleån och Lillån
Till skillnad från Järleåns övre förlopp, mellan Norasjön och Järle, är dess nedre förlopp förhållandevis lugnt. Där går idag en kanotled. Likväl föreligger en höjdskillnad på cirka 22 meter mellan Järle och Lången, varav 10 meter mellan Järle och Axbergshammar (Brotorp). Särskilt finns en besvärlig passage vid Ringholmsforsen, några hundra meter söder om Järle, där dagens kanotister på en sträcka av 100 m måste bära eller tåga sin farkost. Det finns inte redovisat hur Bonde och hans samtida tänkte sig att lösa fallhöjden i Järleån.
Höjdskillanden mellan Lången och Hjälmaren är 16 meter. Särskilt vid Lillåns upplopp i Lången föreligger en betydande höjdskillnad, trots senare tiders sjösänkningar. Det finns heller inga noteringar om hur fallhöjden i Lillån skulle bemästras i Bondes efterlämnade anteckningar.

## Nya kanalplaner på 1840-talet
Transporten av järnprodukter från gruvorna i Bergslagen skedde med hästforor till Skebäcks lastageplats vid Svartåns mynning i Hjälmaren. Med tiden blev det svårare att förmå bönder att medverka till de cirka 40 000 hästdagsverken per år som erfordrades. Frågan om en kanals anläggande kom därför upp på dagordningen. Brukspatron M.S. Wågstrand på Övre Haddebo skrev 1841 till sin vän Anders Wedby på Hammarby herrgård:
| ”                     | Broder, du vet min älsklingsplan, som är en kanal eller båtled emellan Nora och Örebro. Erfarenheten stärker mig med varje dag, att företaget är nödvändigt och skall lämna välsignade frukter för den ort som sett mig födas... | „ |
| – M.S. Wågstrand 1841 | |   |

Frågan kom upp på Hindersmässan i Örebro år 1842. Man beräknade att det skulle krävas sex slussar på södra delen av kanalen, mellan Yxe och Örebro, men på sträckan mellan Nora och Ringholmen skulle kräva tio slussar. Kostnaden tedde sig överväldigande; cirka 600 000 riksdaler banco. Men även om Styrelsen för allmänna väg- och vattenbyggnader tillstyrkte statsbidrag på 300 000 riksdaler, så beslutade riksdagen emellertid om avslag.
Bergmästaren Carl Oskar Troilius i Nora lät göra en ny undersökning år 1846. Totalkostnaden den gången beräknades till 300 000 riksdaler. Även denna gång beslutade riksdagen om avslag.
Avslaget ledde vidare till en förslag om en hästbana. Eftersom Köping–Hults Järnväg var under planeringsstadiet, tänkte man ansluta hästbanan till stationen i Ervalla. Vid ett sammanträde i april 1849 nämnde Troilius att det kunde komma ifråga att "begagna lokomotiver". Detta ledde sedermera till anläggandet Nora–Ervalla Järnväg som kom att ersätta både kanal och hästbana.